# José Leitón
José Martín Leitón Rodríguez (San José, 6 marzo 1993) è un calciatore costaricano, difensore del Sarchí.

## Carriera

### Club
Ha giocato nel campionato costaricano ad eccezione dal 2017 al 2018, quando ha militato in prestito nel Minnesota Utd.

### Nazionale
Con la nazionale costaricana ha esordito nel 2017 ed è stato convocato per la CONCACAF Gold Cup 2017.